# Miłosz Martynowicz
Miłosz Martynowicz (ur. 27 lutego 1959 we Wrocławiu) – przewodnik tatrzański, taternik, bibliofil i wydawca literatury górskiej (m.in. Wielkiej encyklopedii tatrzańskiej i przewodników Władysława Cywińskiego).
W 1991 roku otworzył w Zakopanem księgarnię oferującą literaturę górską. W tym samym roku stworzył wydawnictwo z siedzibą w Poroninie, zajmujące się drukiem literatury górskiej. Sam posiada zbiór około 5000 woluminów, które w znacznej mierze dotyczą Tatr i Podhala.